# Kaja (stan)
Kaja (birm. ကယားပြည်နယ် /kəjá pjìnɛ̀/) – jeden ze stanów w Mjanmie (Birmie), ze stolicą w Lwaingkaw. 
Głównymi religiami są buddyzm, chrześcijaństwo i animizm.
Od 1957 na terenie stanu działa silna partyzantka niepodległościowa.
Stan dzieli się na 2 dystrykty: Bawlakè i Lwaingkaw.
Według spisu z 2014 roku stan zamieszkuje 286 627 osób, w tym 143 213 mężczyzn i 143 414 kobiet, a ludność miejska stanowi 25,3% populacji.